# Corayazaunkönig
Der Corayazaunkönig (Pheugopedius coraya) ist eine Vogelart aus der Familie der Zaunkönige (Troglodytidae), die in Guyana, Suriname, Französisch-Guayana, Venezuela, Kolumbien, Ecuador, Peru und Brasilien verbreitet ist. Der Bestand wird von der IUCN als nicht gefährdet (Least Concern) eingeschätzt.

## Merkmale
Der Corayazaunkönig erreicht eine Körperlänge von etwa 16,5 cm bei einem Gewicht von ca. 23,8 g. Das Gesicht inklusive der Zügel und der Ohrdecken sind variabel schwarz mit weißen Sprenkeln und weißem Überaugenstreif. Der Oberkopf ist schwärzlich braun, die Oberseite tief rötlich braun, wobei der Bürzel blasser und rötlicher wirkt. Die Handschwingen und die Armschwingen sind grauer als der Rücken, die Steuerfedern bräunlich schwarz mit hell graubraunen Binden. Das Kinn und die Kehle sind weiß, die Brust gelbbraun, was am Bauch ins Gelbbraune bis Braune übergeht. Die Unterschwanzdecken sind rötlich braun mit schwarzen Streifen. Die Augen sind braun bis orangebraun, der Schnabel schwärzlich mit grauer Basis und die Beine bläulich grau. Beide Geschlechter ähneln sich. Jungtiere unterscheiden sich durch die matt schwärzlich grauen Gesichtsseiten, mit undeutlichen weißen Markierungen. Der Rücken und der Bürzel sind weniger rötlich. Die Kehle und Brust ist matt grau gefärbt, die warmen Farben des Bauchs sind weniger vorhanden. Die Iris ist gräulich braun.

## Verhalten und Ernährung
Bei Untersuchungen des Mageninhalts von Corayazaunkönigen wurden Webspinnen, Käfer und Laubheuschrecken entdeckt. Außerdem fand man einige Samen. Er sucht sein Futter in den Straten vom Boden bis einige Meter über dem Boden. Gelegentlich mischt er sich unter Gruppen mit Ameisenvögeln.

## Lautäußerungen
Der Gesang des Corayazaunkönigs erfolgt durch beide Geschlechter im Duett. Er ist ein lautes, ausgedehntes und variables Medley aus Blasen und Pfeifen. Die Laute beinhalten charakteristische tschidip tschidip tschoopi-Töne.

## Fortpflanzung
Wenig ist über die Brutbiologie des  Corayazaunkönigs bekannt. Es wurden zwei Nester beschrieben. Brutaktivitäten scheint es in den Guyanas fast das ganze Jahr über zu geben. Eier wurden dort am 25. Februar entdeckt, neue Nestlinge von Mitte Januar bis spät in den April, Nestbau von Mitte Juli und ein besetztes Nest im späten September. Das Nest wird von beiden Geschlechtern gebaut und ist ein ovaler Ball aus Zweigen und abgestorbenen Blättern. Eines wurde in einem Busch und das andere auf einem moosigen Baumstumpf ca. drei bis vier Meter über dem Boden gebaut. Das Gelege bestand aus zwei Eiern, die rosafarben mit feinen dunklen Flecken speziell am dicken Ende waren.

## Verbreitung und Lebensraum

Karte des Verbreitungsgebiets

Der Corayazaunkönig bevorzugt feuchte Wälder und Sekundärvegetation, speziell an Flussufern. Dies beinhaltet auch Várzea und Terra-Firme-Landschaften. Generell ist er in den Tiefebenen in Höhenlagen von Meeresspiegel bis 500 Metern unterwegs. Örtlich kommt er bis 1850 Meter vor. Gelegentlich ist er an den Tepuis Venezuelas bis zu 2400 Meter anzutreffen.

## Migration
Es wird vermutet, dass der Corayazaunkönig ein Standvogel ist.

## Unterarten
Es sind zehn Unterarten bekannt.
- Pheugopedius coraya obscurus (Zimmer, JT & Phelps, 1947)[4] kommt im Osten Venezuelas vor. Diese Subspezies ähnelt P. c. caurensis, hat aber eine rötlichere Oberseite.[1]
- Pheugopedius coraya caurensis (von Berlepsch & Hartert, E, 1902)[5] ist im Osten Kolumbiens, dem Süden Venezuela und dem Nordwesten Brasiliens verbreitet. Diese Unterart ähnelt P. c. griseipectus ist aber heller an den Flanken.[1]
- Pheugopedius coraya barrowcloughianus (Aveledo & Perez, 1994)[6] kommzt im Südosten Venezuelas vor. Diese Unterart hat eine helle kastanienfarbene Oberseite.[1]
- Pheugopedius coraya ridgwayi (von Berlepsch, 1889)[7] ist im Nordosten und Osten Venezuelas und dem Westen Guyanas verbreitet. Diese Unterart hat eine tief ockerfarben bis hellbraune Unterseite.[1]
- Pheugopedius coraya coraya (Gmelin, JF, 1789)[8] kommt in Guyana, Suriname, Französisch-Guayana und dem Norden Brasiliens vor.
- Pheugopedius coraya herberti (Ridgway, 1888)[9] ist im Nordosten Brasiliens bis südlich des Amazonas verbreitet. Diese Unterart ist deutlich schwärzer an den Gesichtsseiten und die Unterschwanzdecken zeigen keine Streifen.[1]
- Pheugopedius coraya griseipectus (Sharpe, 1882)[10] kommt m Osten Ecuadors, dem Nordosten Perus und dem Westen Brasiliens vor. Diese Subspezies hat eine hell rötliche Oberseite und dunkle rötlich braune Seiten.[1]
- Pheugopedius coraya amazonicus (Sharpe, 1882)[11] ist im Osten Perus verbreitet. Diese Unterart ähnelt der Nominatform, ist aber heller und weniger kastanienfarben auf der Oberseite. Auch die Flanken sind weniger rötlich.[1]
- Pheugopedius coraya albiventris (Taczanowski, 1882)[12] kommt im Norden Perus vor. Diese Subspezies ist in der Mitte der Brust und am Bauch fast weiß. Dazu ist das Braun an den Flanken reduziert.[1]
- Pheugopedius coraya cantator (Taczanowski, 1874)[13] ist in Zentralperu verbreitet. Diese Subspezies ähnelt P. c. amazonicus, doch ist der Überaugenstreif reduziert und es fehlen die weißen Sprenkel an den Kopfseiten. Die Ohrdecken sind komplett schwarz. Die Schwanzbinden sind hell zimtfarbenbraun.[1]

## Etymologie und Forschungsgeschichte

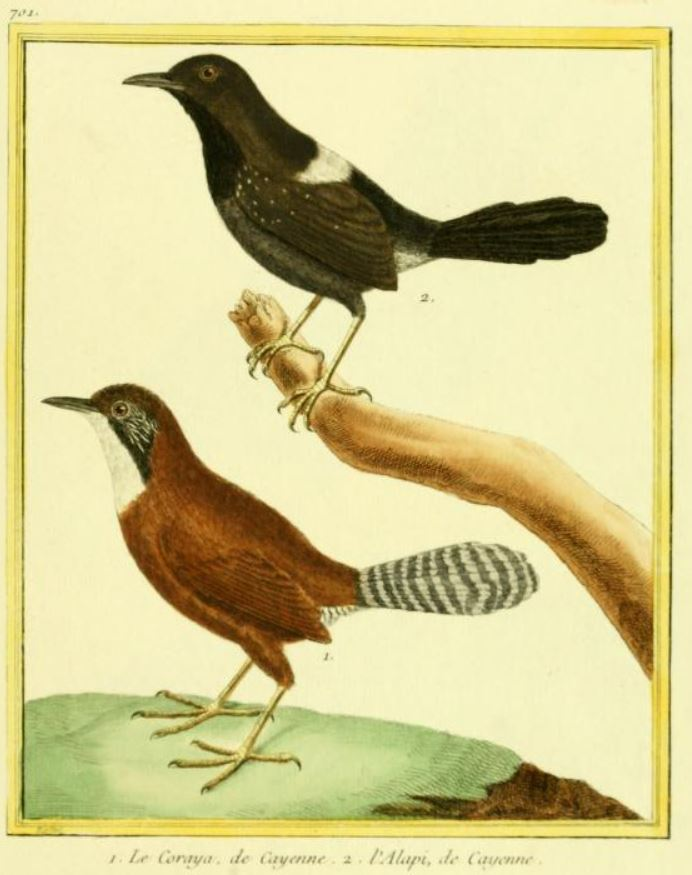
Feueraugen-Ameisenvogel und Corayazaunkönig (Tafel 701) in Buffon

Die Erstbeschreibung des Corayazaunkönigs erfolgte 1789 durch Johann Friedrich Gmelin unter dem wissenschaftlichen Namen Turdus coraya. Das Typusexemplar wurde von Georges-Louis Leclerc de Buffon  Art Le Coroya abgeleitet. Bereits 1851 führte Jean Louis Cabanis die für die Wissenschaft neue Gattung Pheugopedius ein. Dieser Name leitet sich von »pheugō φευγω« für »meiden, fliehen« und »pedion, pedon πεδιον, πεδον« für »offenes Land, Boden« ab. Der Artname »coraya« leitet sich vom französischen  »queue rayée« ab. »Ridgwayi« ist Robert Ridgway, »barrowcloughianus« George Francis Barrowclough (geb. 1948) und »herberti« Herbert Ashley Riker (1854–1937) gewidmet. »Obscurus« ist das lateinische Wort für »dunkel«. »Caurensis« bezieht sich auf den Río Caura, »amazonicus« auf den Amazonas. »Griseipectus« ist ein Wortgebilde aus »griseum« für »grau« und »pectus, pectoris« für »Brust«, »albiventris« aus »albus« für »weiß« und »venter, ventris« für »Bauch«. »Cantator, cantatoris« ist  das lateinische Wort für »Sänger« von »cantare« für »singen«.